# John Armstrong (Regisseur)
John Armstrong (* 2. September 1928 in London; † 16. August 2004 in Frankreich) war ein britischer Regisseur im Bereich des Dokumentarfilms.

## Leben
Armstrong begann Ende der 1940er Jahre im Filmbereich zu arbeiten, zunächst im Bereich des Filmschnitts. Seine private Faszination für Autos war der Grund, dass er in den frühen 1950er Jahren an Autorennen bezogenen Dokumentationen wie Mille miglia 1953 mitwirkte. 1957 gab er mit der Kurzdokumentation Song of the Clouds sein Regiedebüt. Im Jahr darauf drehte er den Film Coupe des alpes: The Story of the 1958 Alpine Rally. Bis Ende der 1980er Jahre folgten weitere Dokumentationen. Außerdem drehte er zahlreiche Industriefilme für verschiedene Firmen. Zuletzt trat er 1989 als Regisseur in Erscheinung.
Bei der Oscarverleihung 1977 war er mit The End of the Road für den Oscar in der Kategorie „Bester Dokumentar-Kurzfilm“ nominiert. Im selben Jahr gewann er hierfür den British Academy Film Award. Der Film zeigt die Bemühungen, das größte Ölfeld Alaskas zu erschließen.
In den 1990er Jahren zog Armstrong sich aus gesundheitlich Gründen von seinen beruflichen Verpflichtungen zurück. John Armstrong verstarb im Alter von 75 Jahren in Folge eines Herzanfalls.

## Filmografie (Auswahl)
- 1957: Song of the Clouds
- 1964: Mekong: A River of Asia
- 1975: Sea Area Forties
- 1976: The End of the Road
- 1977: Pipeline Alaska
- 1986: Picture Holland